# Appelle mon numéro
Singles de Mylène Farmer
Dégénération
(2008) Si j'avais au moins…
(2008)
Appelle mon numéro est une chanson de Mylène Farmer, sortie en single le 12 septembre 2008 en version digitale et le 3 novembre 2008 en version physique, en tant que deuxième extrait de l’album Point de suture.
Pour cette ballade pop composée par Laurent Boutonnat, la chanteuse écrit un texte érotique à double sens reprenant par moments le champ lexical de la téléphonie.
Réalisé par Benoît Di Sabatino (le compagnon de la chanteuse), le clip présente la chanteuse dans un lit géant, évoluant au fil des quatre saisons.
Le titre se classe no 1 du Top Singles, dans lequel il restera classé durant 9 mois, et connaît également un grand succès en Russie et dans les pays de l'Est.

## Contexte et écriture
Trois ans après l'album Avant que l'ombre..., pour lequel elle s'était produit à Bercy durant 13 soirs pour un spectacle intransportable en janvier 2006, Mylène Farmer annonce son retour au printemps 2008 avec la sortie prochaine d'un album et d'une tournée qui la mènera notamment au Stade de France le 12 septembre 2009.

Lors de la mise en vente de ces places, l'affluence est telle qu'elle fait saturer tous les sites de réservation : l'intégralité des places est vendue en deux heures.
Une deuxième date est alors ajoutée, qui affichera complet en une heure.

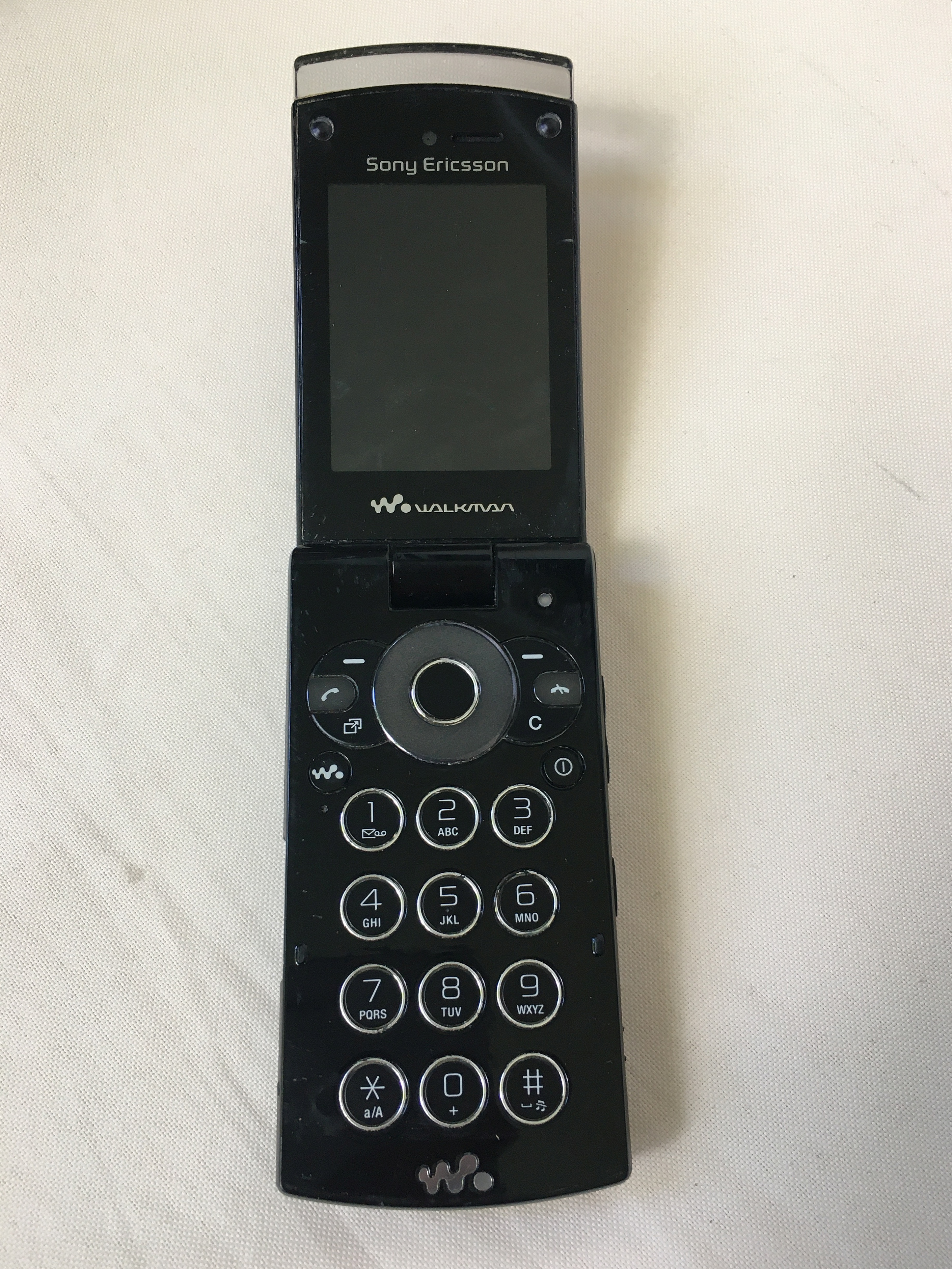
Le téléphone Sony Ericsson w980.

Porté par le single électro Dégénération, qui enregistre des records de vente à sa sortie, l'album Point de suture sort le 25 août 2008 et se classe directement no 1 des ventes.
En guise de deuxième extrait, la chanteuse choisit Appelle mon numéro, une ballade pop composée par Laurent Boutonnat sur laquelle elle écrit un texte érotique à double sens, reprenant notamment le champ lexical de la téléphonie (« Compose ma vie », « Donne-moi le La », « J'humeur à zéro »...). Elle utilise également plusieurs fois le terme de « pillow », qui signifie « oreiller » mais qui désigne également une escort dans les hôtels de luxe.
Afin d'accompagner cette sortie, une opération spéciale avec SFR est mise en place : 250 000 téléphones Sony Ericsson sont vendus en intégrant l'album Point de suture. Une version inédite du Sony Ericsson w980 sera également créée spécialement aux couleurs de l'album.

## Sortie et accueil critique
Diffusé en radio à partir du 12 septembre 2008, le single sort en physique le 3 novembre 2008. La pochette du single est signée par Simon Hawk (un pseudonyme de John Nollet).

### Critiques
- « Une ballade plaisante, dans laquelle on apprécie à sa juste valeur la guitare sèche étonnamment très présente. » (20 minutes)[10]
- « Léger mais excellent, ce titre demeure dans la lignée des grandes productions de Mylène, à l'image du down tempo California. » (Tribu Move)[11]
- « Appelle mon numéro a toutes les raisons de séduire le public radio. » (La Meuse)[12]
- « De la pop sucrée, avec jeux de mots à la clé. »[13]
- « Malgré son refrain entêtant très boutonnien et ses paroles qui paraissent simplistes, Appelle mon numéro est une des chansons les plus sexuelles de la chanteuse. »[6]
- « Un titre musicalement très réussi. »[14]

## Vidéo-clip
Tourné aux Studios de Saint-Ouen au début du mois d'octobre 2008, le clip est réalisé par Benoît Di Sabatino (le compagnon de la chanteuse), qui avait déjà réalisé les clips de C'est une belle journée et L'amour n'est rien....

Il présente la chanteuse sur un lit géant, évoluant au fil des quatre saisons.
Le clip est diffusé à partir du 20 octobre 2008.

## Promotion
Mylène Farmer n'interprète Appelle mon numéro qu'une seule fois à la télévision, le 13 décembre 2008 dans une émission spéciale sur Johnny Hallyday réalisée par François Hanss, Ça ne finira jamais, sur France 2.
Dans une chambre d'hôtel ayant pour vue New York, la chanteuse est assise sur le bord d'une fenêtre, le Livre des morts tibétain à la main, vêtue de talons aiguilles, de bas résilles et d'un ensemble noir et blanc.

Cette prestation est inspirée d'une photographie prise par Stanley Kubrick datant de 1948.

## Classements hebdomadaires
Dès sa sortie, Appelle mon numéro se classe no 1 du Top Singles, dans lequel il reste classé durant 36 semaines, dont 21 semaines dans le Top 50.

En seulement deux mois, le titre devient la 32e meilleure vente de l'année 2008.
La chanson connaît également un grand succès dans la francophonie, en Russie ainsi que dans les pays de l'Est.
| Classement (2008)            | Meilleure position |
| ---------------------------- | ------------------ |
| Belgique - Wallonie (Ventes) | 7                  |
| Belgique - Wallonie (Radios) | 4                  |
| Europe                       | 13                 |
| France (Ventes)              | 1                  |
| France (Téléchargements)     | 22                 |
| France (Radios nationales)   | 38                 |
| France (Radios locales)      | 6                  |
| France (TV)                  | 13                 |
| France (Clubs)               | 42                 |
| Lituanie                     | 31                 |
| Russie                       | 16                 |
| Suisse                       | 53                 |
| Ukraine                      | 28                 |

## Liste des supports
| 1. | Appelle mon numéro                | 5:32 |
| 2. | Appelle mon numéro (instrumental) | 5:30 |

| 1. | Appelle mon numéro                          | 5:32 |
| 2. | Appelle mon numéro (Greg B Remix)           | 5:58 |
| 3. | Appelle mon numéro (Manhattan Clique Remix) | 7:33 |
| 4. | Appelle mon numéro (MHC Star69 Remix)       | 4:15 |

| A1. | Appelle mon numéro                                    | 5:32 |
| A2. | Appelle mon numéro (Greg B Remix)                     | 5:58 |
| B1. | Appelle mon numéro (Manhattan Clique X-Directory Dub) | 6:39 |
| B2. | Appelle mon numéro (MHC Star69 Remix)                 | 4:15 |

## Crédits
- Paroles : Mylène Farmer
- Musique et production : Laurent Boutonnat
- Programmation, claviers et arrangements : Laurent Boutonnat
- Guitare : Sébastien Chouard
- Basse : Bernard Paganotti
- Batterie : Matthieu Rabaté
- Chœurs : Mylène Farmer, Alexia Waku, Desta Hailé, Mamido Bomboko, Aline Bosuma
- Prise de son et mixage : Jérôme Devoise
- Studio d'enregistrement : Studios ICP (Bruxelles)
- Studio de mixage : Studio Guillaume Tell (Paris)
- Éditions : Isiaka[26]

## Interprétations en concert
Appelle mon numéro n'a été interprété en concert que lors du Tour 2009 de Mylène Farmer, dans une tenue rouge signée par Jean-Paul Gaultier.

## Albums et vidéos incluant le titre

### Albums de Mylène Farmer
| Année | Album            | Version                                     | Durée | Certifications de l'album                |
| 2008  | Point de suture, | Version Album Instrumental (réédition 2021) | 5:32  | 3 × Platine · Platine · Or · 2 × Platine |
| 2009  | No 5 on Tour     | Live 2009                                   | 7:10  | 2 × Platine · Or                         |
| 2011  | 2001-2011        | Version Album                               | 5:32  | 2 × Platine · Or                         |
| 2020  | Histoires de     | Version Album                               | 5:32  | Platine                                  |

### Vidéos de Mylène Farmer
| Année | Vidéo                             | Version    | Durée | Certifications de la vidéo |
| 2010  | Stade de France                   | Live 2009  | 5:03  | Diamant · Or               |
| 2021  | Les clips - L'intégrale 1999-2020 | Vidéo-clip | 4:35  | -                          |